# Кетебай (Жетисайський район)
Кетеба́й (каз. Кетебай) — село у складі Жетисайського району Туркестанської області Казахстану. Входить до складу Каракайського сільського округу.
У радянські часи село називалось Отділення № 5 совхозу Красна Звєзда, а до 2001 року — Цілинне
Населення — 1554 особи (2021; 1471 у 2009, 1281 у 1999, 998 у 1989).